# Saint-Jean-aux-Bois (Alta Francia)
Saint-Jean-aux-Bois è un comune francese di 323 abitanti situato nel dipartimento dell'Oise della regione dell'Alta Francia.

## Società

### Evoluzione demografica
Abitanti censiti